# Dolichopeza (Trichodolichopeza) altiarca
Dolichopeza (Trichodolichopeza) altiarca is een tweevleugelige uit de familie langpootmuggen (Tipulidae). De soort komt voor in het Afrotropisch gebied.